# Маканьо, Рамиро
Рамиро Хесус Маканьо (исп. Ramiro Jesús Macagno; род. 18 марта 1997, Alicia, Кордова) — аргентинский футболист, вратарь клуба «Ньюэллс Олд Бойз».

## Клубная карьера
Маканьо — воспитанник клуба «Атлетико Рафаэла». 29 января 2016 года в матче против «Сан-Мартин Сан-Хуан» он дебютировал в аргентинской Примере. В 2019 году Рамиро на правах аренды перешёл в «Ньюэллс Олд Бойз». 9 ноября 2020 годав матче против «Бока Хуниорс» он дебютировал за новую команду. По окончании аренды клуб выкупил трансфер игрока. В начале 2023 года Маканьо на правах аренды перешёл в «Платенсе». В матче против «Сентраль Кордова» он дебютировал за новый клуб. По окончании аренды Рамиро вернулся в «Ньюэллс Олд Бойз».  